# Mystery Train
Mystery Train és una pel·lícula independent de 1989 escrita i dirigida per Jim Jarmusch, coproduïda per Estats Units i Japó. Està formada per tres curtmetratges que expliquen tres històries aparentment independents, que passen simultàniament la mateixa nit a l'Hotel Arcade de Memphis (Tennessee), i que estan connectades entre si pel tema Blue Moon d'Elvis Presley i un tret.
El punt de partida del guió va ser el conjunt d'amics i col·laboradors habituals pels quals Jarmusch havia concebut els personatges (el cineasta Robby Müller i el músic John Lurie, entre d'altres), i l'estructura en forma de tríptic va estar inspirada per l'estudi del director de les formes literàries.
La pel·lícula va guanyar el premi a la millor contribució artística al Festival Internacional de Cinema de Canes (ex aequo amb Nuovo Cinema Paradiso de Giuseppe Tornatore), on també estava nominada a la Palma d'Or, i diverses nominacions als Premis Independent Spirit.

## Argument
En un hotel destartalat atès durant la nit per un recepcionista (Screamin' Jay Hawkins) i un grum (Cinqué Lee) se succeeixen les històries d'uns turistes estrangers a Memphis:

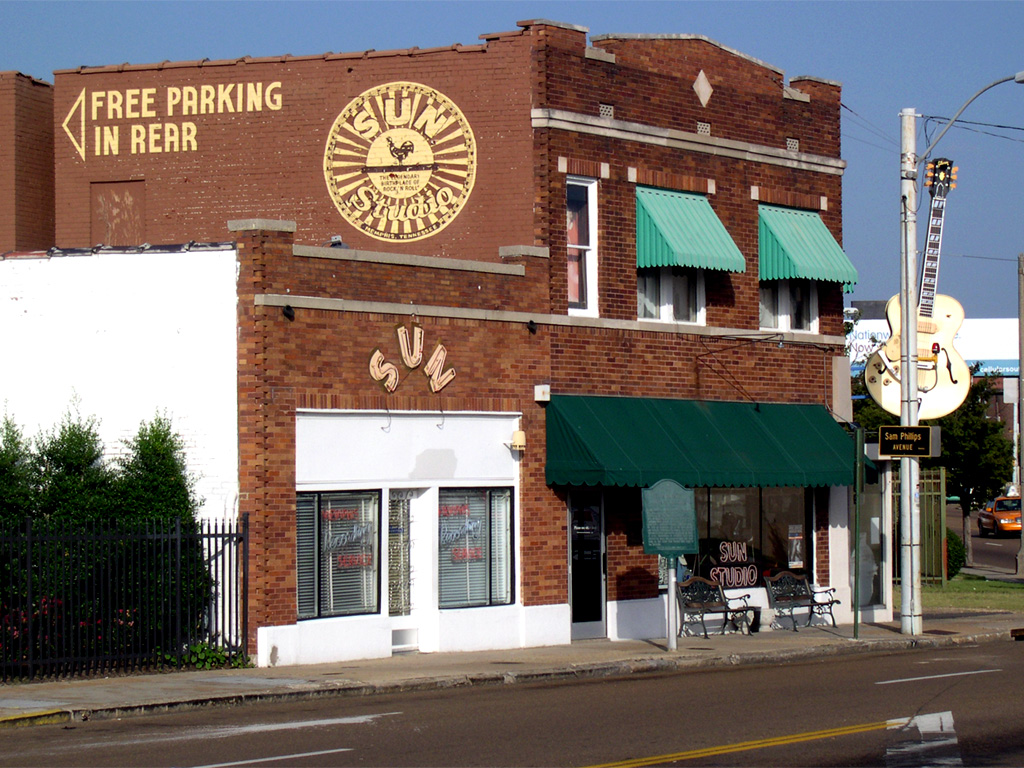
Sun Studio, l'estudi de gravació de la discogràfica Sun Records.

"Far From Yokohama" (Lluny de Yokohama)
Retrata una jove parella japonesa, Mitsuko (Youki Kudoh) i Jun (Masatoshi Nagase), devots de la música estatunidenca de la dècada del 1950 en la seva especial peregrinació blues fent la "ruta Elvis": des que arriben a l'estació de tren arrosseguen les maletes per la ciutat i van a visitar els estudis de Sun Records i Graceland. Aquesta obsessió els cega i no els deixa veure més enllà, i durant la nit discuteixen sobre qui és el veritable rei del rock, si Elvis Presley o Carl Perkins, i les connexions que té amb altres reis (Buda, Madonna i l'estàtua de la Llibertat).
"A Ghost" (Un fantasma)
Explica la història d'una vídua italiana, Luisa (Nicoletta Braschi), que s'ha quedat penjada a la ciutat esperant agafar el vol de l'endemà per dur el cadàver del seu marit a Itàlia. Després d'haver estat enganyada pel venedor de diaris i per un home al diner es veu forçada a compartir habitació amb la xerraire Dee Dee (Elizabeth Bracco), que acaba de deixar el seu marit Johnny i que vol marxar de la ciutat al matí. Durant la nit Luisa, que no pot dormir, rep una peculiar visita que l'ajudarà a resoldre els seus problemes: la del fantasma d'Elvis.
"Lost in Space" (Perduts a l'espai)
Segueix les desventures de l'anglès Johnny (Joe Strummer), també conegut com a "Elvis", que és el marit de Dee Dee i s'ha quedat recentment a l'atur. Begut i arma en mà, roba una licoreria amb el seu amic Will Robinson (Rick Aviles) i el seu cunyat Charlie (Steve Buscemi), però en surten ferits i es refugien a l'hotel per amagar-se de la policia. Charlie s'adona que Will es diu igual que el personatge de la sèrie de televisió de ciència-ficció Lost in Space i, com Johnny no la coneix, els altres dos li expliquen l'argument; llavors Will comenta que així és com se sent en aquell moment amb ells: perdut a l'espai. El matí següent Johnny que en realitat mai no es va casar amb Dee Dee, cosa que fa enfadar molt a Charlie, ja que al capdavall no són cunyats i ha hagut de passar per diverses trifulgues per culpa d'algú amb qui no té cap connexió. Més tard Johnny intenta disparar-se amb una pistola, i Chalie en surt ferit d'una cama intentant evitar-ho.

## Repartiment

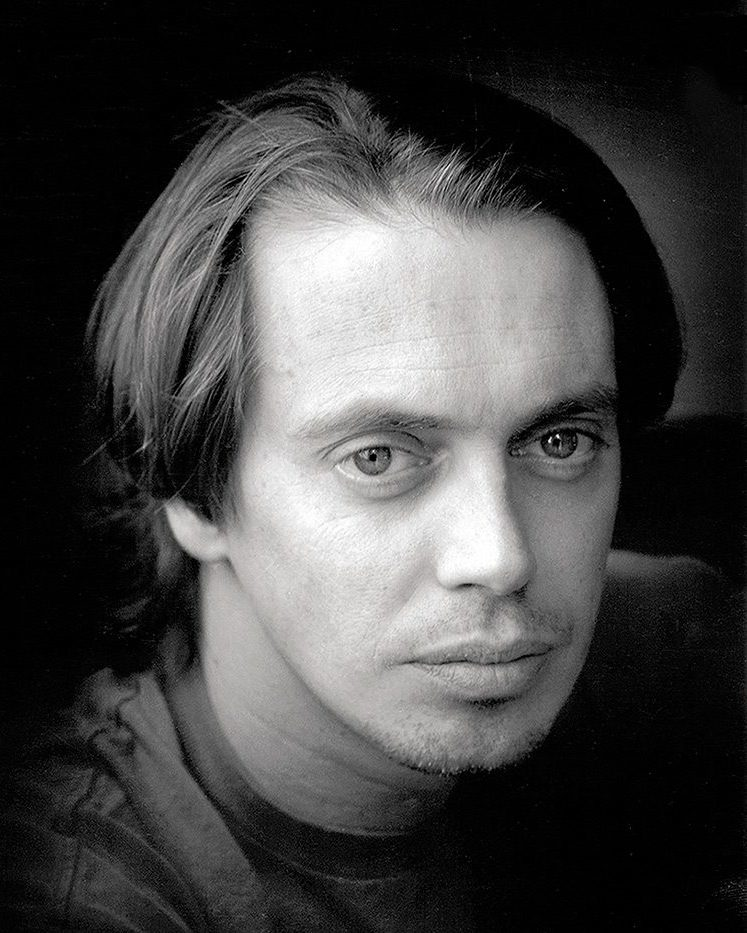
Steve Buscemi en una foto de 1996.

- Screamin' Jay Hawkins: recepcionista de l'hotel
- Cinqué Lee: grum de l'hotel

"Far From Yokohama"
- Youki Kudoh: Mitsuko
- Masatoshi Nagase: Jun
- Rufus Thomas: l'home de l'estació

"A Ghost"
- Nicoletta Braschi: Luisa
- Elizabeth Bracco: Dee Dee
- Sy Richardson: venedor de diaris

"Lost in Space"
- Joe Strummer: Johnny/"Elvis"
- Steve Buscemi: Charlie
- Rick Aviles: Will Robinson
- Tom Waits: Lee Baby Sims, DJ

## Estil
La fotografia de la pel·lícula fa servir una paleta de colors que accentua certes escenes. Des de l'americana d'un vermell intens que porta Screamin' Jay Hawkins fins als llums de neó vibrant en la nit tant en el diner com en l'hotel, Jarmusch els utilitza per a donar a l'espectador pinzellades de la bellesa de la ciutat. Malgrat Memphis sembla una ciutat abandonada i decrèpita el director ens mostra el seu amor per ella i el seu llegat musical, i ens convida a endinsar-nos en aquest món amb el seu tribut.
És el primer dels seus llargmetratges que deixa enrere el blanc i negre, malgrat l'ús del color està controlat molt de prop seguint el sentit intuïtiu del director per l'estètica de la pel·lícula.

## Context i producció
El que m'agrada dels nens japonesos a Memphis és, si penses en els turistes que visiten Itàlia, de la manera en què els poetes del Romanticisme anaven a Itàlia a visitar les restes d'una cultura passada, i llavors, si t'imagines els Estats Units en el futur, quan la gent de l'Est o d'on sigui visiti la nostra cultura després del declivi de l'imperi estatunidenc (que, certament, està en progrés), tot el que hauran de visitar realment seran les cases de les estrelles de rock i de cinema. Això és tot el que la nostra cultura representa en definitiva. Així que anar a Memphis és una mena de pelegrinatge al lloc de naixement d'una certa part de la nostra cultura. 
Jim Jarmusch va escriure el guió de la pel·lícula sota el títol One Night in Memphis, sense haver estat mai a la ciutat. La idea de "Far From Yokohama", el primer segment, va prendre-la d'una obra d'un sol acte que havia estat escrivint abans de filmar Sota el pes de la llei (1986). L'obra, que no tenia cap relació amb Elvis ni Memphis, tractava d'una parella de joves que constantment discuteix, un dels quals comença a adonar-se que les seves baralles són en realitat la força que els manté units en la relació. Les històries interconnectades s'inspiren en les obsessions de Jarmusch per les formes literàries, concretament en l'obra de Geoffrey Chaucer les pel·lícules italianes dividides en episodis i el cinema japonès d'històries de fantasmes. El punt de partida per escriure Mistery Train és, de la mateixa manera que les seves altres pel·lícules, els actors i personatges que tenia al cap. Aquest gran nombre de col·laboradors va contribuir a fer del film "la pel·lícula més complicada d'escriure i dur a terme", segons el director.

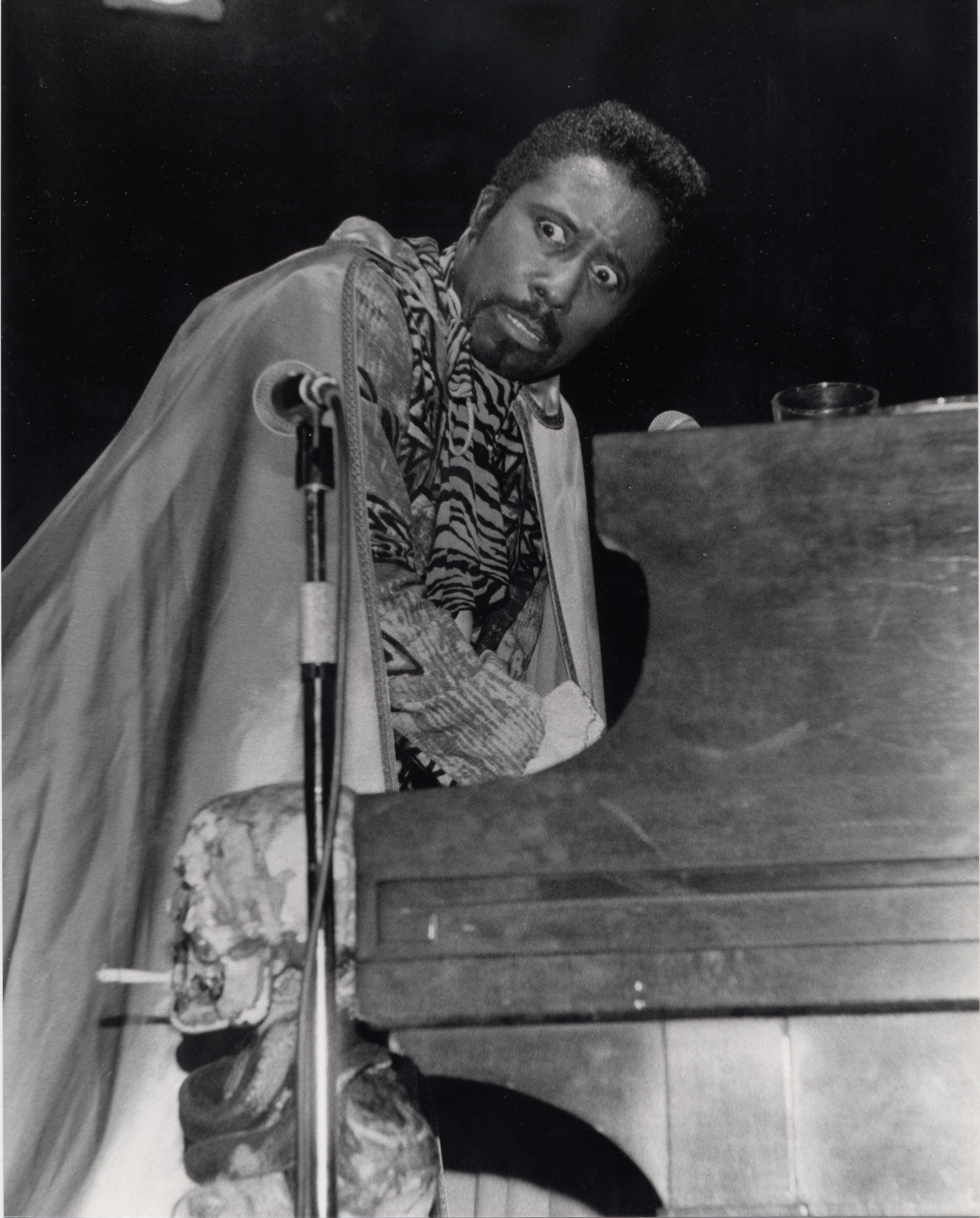
Screamin' Jay Hawkins en una foto de 1979.

El paper de Johnny va ser escrit específicament per a Joe Strummer, qui havia liderat The Clash, el grup de rock dels anys 80 preferit del director. Jarmusch ja havia concebut prèviament aquesta part uns anys abans, mentre tots dos eren a Espanya i, malgrat el músic estava passant per una depressió en aquell moment després que la banda se separés, va sentir-se atret per l'ambientació de Memphis de la pel·lícula. A diferència del jovial Steve Buscemi, Strummer preferia quedar-se sol i centrar-se en el seu paper en comptes de quedar-se al set de rodatge amb els actors més veterans entre preses.
Jarmusch havia conegut al cantant de blues Screamin' Jay Hawkins després d'haver utilitzat la seva música a la pel·lícula Estranys al paradís (1984). Malgrat la reticència per actuar, finalment Hawkins va accedir a l'oferta del director d'aparèixer a la pel·lícula.
La part de Luisa va ser escrita pensant en l'actriu Nicoletta Braschi, amb qui Jarmusch ja havia treballat prèviament a Sota el pes de la llei (1986) Cinqué Lee és el germà petit del director Spike Lee, un amic de Jarmusch de la seva època a l'escola de cinema de la Universitat de Nova York, mentre que Youki Kudoh va unir-se al repartiment després que el director la veiés actuant a Gyakufunsha kazoku, de Gakuryū Ishii, mentre es trobava al Japó promocionant Sota el pes de la llei (1986).
També havien col·laborat amb el director en pel·lícules anteriors John Lurie, a càrrec de la música original, el cinematògraf Robby Müller, i el cantant Tom Waits, que va repetir amb la seva veu en el seu paper de Lee Baby Sims, el discjòquei de ràdio de Sota el pes de la llei. D'altres cameos inclouen Sara Driver, la parella del director, que fa d'empleada a l'aeroport, Rufus Thomas, que interpreta l'home de l'estació de tren que dona la benvinguda a la parella japonesa, Rockets Redglare, l'empleat de la botiga, Vondie Curtis-Hall fent d'Ed, Sy Richardson com el venedor de diaris, i Richard Boes i Tom Noonan com clients del diner.

## Rodatge

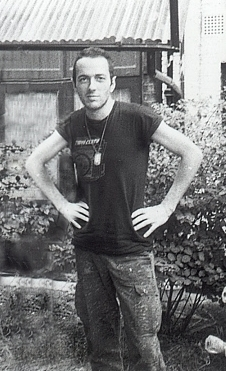
Joe Strummer en una foto de 1984.

El gener de 1988 Jarmusch va anar a Memphis (Tennessee), una ciutat que no coneixia, per a explorar les localitzacions on posteriorment hi rodaria, i es va trobar enmig d'una tempesta de neu; va conduir pels carrers sense rumb fix fins que va arribar a l'encreuament d'una estació de tren en desús, el diner Arcade Luncheonette i l'Arcade Hotel, que estava en mal estat i que es convertiria en l'escenari principal de la pel·lícula. Posteriorment, en una entrevista per la revista Spin l'any 1990 afirmava: "Aquest encreuament està ple de fantasmes. Saps que Robert Johnson caminava per aquell carrer, saps que Muddy Waters va ser en aquella estació de ferrocarril". L'escenari de la intersecció va ser un dels elements primaris de la pel·lícula; l'efecte del director tornant a la localització amb personatges diferents sota circumstàncies diferents va ser una de les variacions del tema.
Mystery Train es va rodar aquell estiu, fent servir colors primaris brillants que substituïen el blanc i negre característics de les obres anteriors del director, però va mantenir el seu habitual ritme lànguid. Jarmusch va definir l'elecció del color com "intuïtiva", i va triar deliberadament una paleta de colors freds, evitant els grocs i taronges i utilitzant només pinzellades de vermell, com en el cas de la maleta de la parella japonesa o l'americana del recepcionista de l'hotel, que contrasta amb el fons de la recepció. Aquesta idea central d'esclats de vermell va ser descrita més endavant per Suzanne Scott de Reverse Shot com "donant la impressió d'un intent fallit d'aconseguir una mica del glamour d'Elvis i provar-se'l de mida, per a descobrir inevitablement que queda caricaturesc fora de context". Alguns dels fotogrames de la pel·lícula i fotos que havia fet el fotògraf Masayoshi Sukita dels actors i l'equip tècnic als sets de rodatge van ser publicades acompanyant la pel·lícula a Mystery Train: A Film by Jim Jarmusch.
Aquesta va ser la primera pel·lícula independent estatunidenca finançada pel grup japonès JVC, i va ser porduïda amb un pressupost de 2.8 milions de dòlars, cosa que era considerable pels modestos estàndards de Jarmusch. La companyia es va mostrar entusiasmada en patrocinar la pel·lícula malgrat la insistència del director de mantenir el control total a nivell creatiu, i va seguir finançant les seves tres pel·lícules següents. El pressupost de què gaudia i el temps disponible van donar a Jarmusch l'oportunitat de filmar en color i d'assajar amb els actors diverses escenes que no apareixien al guió, incloent diverses del festeig entre Mitsuko i Jun. Durant el rodatge, estant en un club nocturn amb els actors japonesos, el director va fer que Masatoshi Nagase (que quasi no parlava anglès però era un bon mim) digués algunes frases per conversar amb la clientela femenina com a exercici actoral.
Jarmusch va aprofitar la producció per a fer la segona entrega de la seva sèrie de curtmetratges Coffee and Cigarettes, una col·lecció de petites anècdotes on apareixen coneguts del director asseguts prenent cafè i fumant cigarretes. La "Memphis Version", titulada Twins, està protagonitzada pels bessons Cinqué i Joie Lee, juntament amb Steve Buscemi, un cambrer que exposa la seva teoria sobre que Elvis tenia un bessó malvat.

## Recepció i crítica
Mystery Train es va estrenar el maig de 1989 al Festival de Cinema de Canes (on va guanyar el premi a la millor contribució artística i va estar nominada a la Palma d'Or), i va passar pels festivals de cinema de Toronto i Nova York abans de ser estrenada oficialment als Estats Units, on va recaptar més d'1.5 milions de dòlars.
Va gaudir de l'èxit en el circuit dels festivals de cinema, i va ser nominada en sis categories en els Premis Independent Spirit (millor pel·lícula, guió, director, fotografia, actriu i actor de repartiment). La reacció de la crítica també va ser molt positiva, i n'elogiaven l'estructura, l'humor i els personatges. The Miami Herald va afirmar que havia estat el "triomf tranquil" del Festival de Cinema de Nova York. Luc Sante, d'Interview, va dir: "és una meditació sobre la nit i la transitorietat, el rhythm and blues i la ciutat de Memphis, que ve camuflada com una plataforma de tres històries. Com les seves predecessores, barreja comèdia sofisticada i senzilla, tristesa i bullici, i extrau una subtil i límpida bellesa del més cru dels materials."
Als EUA va ser distribuïda per Orion Classics, que va donar-li una qualificació R per les seves breus escenes de nuesa i el llenguatge emprat. Aquell any va generar uns ingressos estimats de 1.541.218$.
Ira Robbins, crític d'Entertainment Weekly, va atorgar a la pel·lícula una qualificació B+, afalagant-la com "conceptualment ambiciosa" i concloent que els seus "personatges poc convencionals, la seva bona cinematografia i l'estructura de novel·la en fan un visionat entretingut". Robert Fulford, de The National Post, la va aclamar com "excèntrica i delirantment divertida", mentre que Phil Whitman, de Rolling Stone, ressaltava que la "comèdia original i tonificant [del director] podia ser bàsicament fum i aire, però no insubstancial". Al The New York Times, Vincent Canby s'hi referia com "absolutament fascinant, una delícia", i la millor creació del director fins a la data, esboçant la seva retentiva del "mateix tipus d'encant esquerp i disconforme" mostrada a Estranys al paradís. Va elogiar la millora de Jarmusch com a guionista (citant el diàleg moderat, humor i subtilesa de la narrativa i la curosa construcció de la trama) i les actuacions que va obtenir del conjunt actoral. John Hartl, a The Seattle Times, també va fer una comparació amb Estranys al paradís, jutjant Mystery Train com més accessible tot i conservar el fi humor de la seva predecessora.
Hal Hinson, de The Washington Post, no es va impressionar amb la pel·lícula, que va qualificar com la "menys captivadora [de Jarmusch] i la primera en la que la seva postura bohèmia realment arriba a ser irritant". Sobre els personatges de la pel·lícula, el crític del Chicago Reader Jonathan Rosenbaum va escriure que alguns estaven "meravellosament imaginats i realitzats, mentre que d'altres semblaven arreplegats d'una reserva personal dissenyada per a reutilitzar més que no pas descobrir". David Denby, concloent una crítica agredolça de la pel·lícula per New York Magazine, reflexiona que "un sent que Jarmusch ha empès allò que és hipster i cool tan enllà com poden arribar, però no és ni de bon tros prou lluny". D'aquest retret se'n van fer eco altres crítiques, que van considerar que l'estil de la pel·lícula no distava massa de les anteriors del director, una crítica negativa que s'ampliaria dos anys més tard amb l'estrena de La nit a la Terra (1991).
La crítica de cultura postmoderna bell hooks va citar la interacció entre Thomas i la parella japonesa a l'estació de tren de Memphis com un dels pocs exemples de tractament matissat, deconstructiu i subversiu del negre al cinema dels Estats Units. Roger Ebert, de The Chicago Sun-Times, va proclamar que "el millor de Mistery Train és que et porta a uns Estats Units que sents que hauries de ser capaç de descobrir per tu mateix, si tan sols sabéssis on mirar". En una retrospectiva del treball de Jarmusch a la revista Sight & Sound l'abril del 2000, Shawn Levy va concloure que la pel·lícula era "tant una targeta de Sant Valentí a la fascinació per l'estil de la cultura pop dels Estats Units com una descarada habilitat estructural sense una ressonància no gaire significant".

## Banda sonora

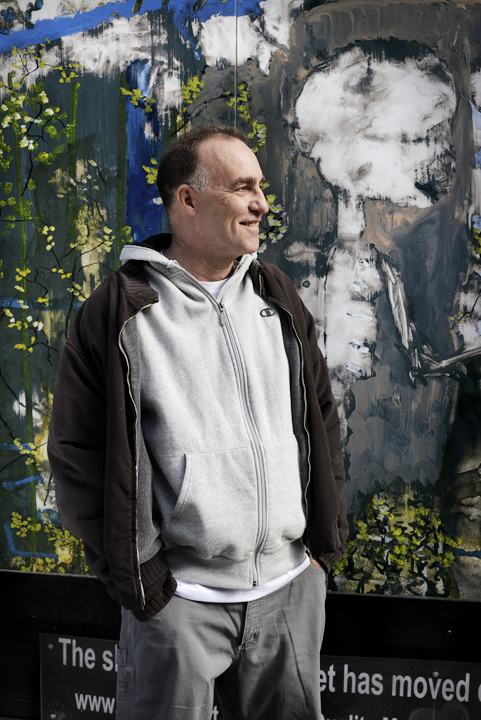
John Lurie en una imatge recent.

La banda sonora, de 1989, es divideix entre el rock-soul més vintage de Memphis i les composicions de John Lurie, que ajuden a crear l'atmosfera de la pel·lícula. Ens trobem amb clàssics d'Elvis, Otis Redding, o Roy Orbison, barrejats amb les peces de Lurie, la majoria de les quals són delicades miniatures formades al voltant de línies de guitarra:
1. Mystery Train - Elvis Presley - 2:24
2. Mystery Train - Junior Parker - 2:24
3. Blue Moon - Elvis Presley - 2:38
4. Pain in My Heart - Otis Redding - 2:22
5. Domino - Roy Orbison - 2:16
6. The Memphis Train - Rufus Thomas - 2:31
7. Get Your Money Where You Spend Your Time - Bobby "Blue" Bland - 3:47
8. Soul Finger - The Bar-Kays - 2:22
9. Mystery Train - Suite: Long Spell of Cold Day/Banjo Blues/Chaucer Street - John Lurie - 2:09
10. Tuesday Night in Memphis - Suite: Tuesday Night in Memphis/To Be Alive And In A Truck - John Lurie - 3:23
11. Girls - Suite: Girls/Randon Screamin' Jay - John Lurie - 1:24
12. Italian Walk - John Lurie - 0:59
13. Lawyer Can't Take You to Another Planet Suite: Groove Truck/Drunk Blues/Big Harmonica Escape - John Lurie - 4:30
14. Dream Sun King - John Lurie - 0:18
15. Chaucer Street - John Lurie - 3:46
16. Tuesday Night in Memphis - John Lurie - 2:29